# Platyptilia calodactyla
Platyptilia calodactyla là một loài bướm đêm thuộc họ Pterophoridae. Nó được tìm thấy ở hầu hết châu Âu, ngoại trừ Bồ Đào Nha, Hungary, România, Ukraina và Hy Lạp.
Sải cánh dài 18–25 mm. Con trưởng thành bay từ tháng 6 đến tháng 8 làm một đợt.
Ấu trùng ăn gốc các loài Solidago virgaurea, Senecio nemorensis, Senecio sylvaticus và Doronicum, đôi khi gây héo lá. Quá trình phát triển nhộng diễn ra ngay trong gốc.